# Horisme alticameruna
Horisme alticameruna là một loài bướm đêm trong họ Geometridae.